# Жубер, Феликс
Феликс Гжегож Жубер (пол. Feliks Grzegorz Żuber, 17 ноября 1905, Варшава, Царство Польское, Российская империя — 20 или 21 июня 1940, Пальмиры, Польша) — польский легкоатлет, выступавший в беге на короткие и средние дистанции. Участвовал в летних Олимпийских играх 1928 года.

## Биография
Феликс Жубер родился 17 ноября 1905 года в Варшаве.
В 1926 году окончил варшавскую 3-ю мужскую гимназию, в 1932 году — консульский факультет экономического университета. В 1931 году окончил училище пехотного резерва в Замбруве. Был подпоручиком в резерве пехоты польской армии. Трудился на электростанции в Варшаве, был секретарём редакции журнала «Спортивный курьер». С 1934 года работал бухгалтером на государственной оружейной фабрике в Варшаве.
С 1925 года выступал в лёгкой атлетике за «Варшавянку» в беге на 100, 200 и 400 метров. Был чемпионом Польши в эстафете 4х100 метров (1928), ещё пять раз становился призёром чемпионата. Пять раз устанавливал национальные рекорды в беге на 500 метров и эстафете.
В 1928 году вошёл в состав сборной Польши на летних Олимпийских играх в Амстердаме. Выступал в беге на 400 метров. В забеге 1/8 финала занял 4-е место среди 4 участников с результатом 52,6 секунды и не пробился в следующую стадию.
В 1929 году трижды представлял сборную Польши в международных матчах.
С 1930 года после окончания выступлений руководил секцией лёгкой атлетики «Варшавянки».
После начала Второй мировой войны эвакуировался в Залещики, однако вскоре вернулся в Варшаву. Предположительно стал участником подпольного движения за освобождение Польши.
30 марта 1940 года был арестован немецкими оккупантами и помещён в тюрьму Павяк в Варшаве, где его допрашивали и пытали. 20 или 21 июня был отправлен в деревню Пальмиры и расстрелян в рамках нацистской Чрезвычайной акции по умиротворению, которая ставила целью уничтожить польскую интеллигенцию.

## Личные рекорды
- Бег на 400 метров — 51,0 (2 июня 1929, Рига)[4]
- Бег на 800 метров — 1.59,8 (31 августа 1929, Варшава)[3]

## Семья
Отец — Станислав Жубер, мать — Юзефа Гросс.